# Jennifer Banko
Jennifer Banko (ur. 8 listopada 1978 w Riverside) – amerykańska aktorka telewizyjna, znana również jako Jennifer Banko-Stewart.
Uczęszczała do Riverside Polytechnic High School.
Zadebiutowała epizodem w horrorze Johna Carla Buechlera Piątek trzynastego VII (1988). Za rolę w tym filmie aktorkę nominowano do nagrody Young Artist Award. Rok później zagrała w odcinkach dwóch seriali telewizyjnych: Alien Nation oraz Świat według Bundych. W roku 1990 dostała drugoplanową rolę w kolejnym filmie grozy. Była to Teksańska masakra piłą mechaniczną III. Kariera dziecięcej gwiazdki Hollywood nabrała tempa w drugiej połowie lat dziewięćdziesiątych, kiedy to aktorka zagrała w dwunastu odcinkach tasiemca Sunset Beach. W 1997 r. Jennifer zerwała z zawodem aktorki.

## Filmografia

### Filmy
- 1996: Żyleta jako Spike
- 1990: Teksańska masakra piłą mechaniczną III jako mała dziewczynka
- 1988: Piątek, trzynastego VII: Nowa krew jako Mała Tina Shepard

### Seriale
- 1997–1999: Sunset Beach jako Tiffany Thorne
- 1997: W słońcu Kalifornii jako Ashley MacInally
- 1997–1998: 413 Hope St. jako Beth
- 1996–2000: Kameleon jako Melina Pratt
- 1996–2000: Niebieski Pacyfik jako Rosey Evans
- 1995–1996: Klient jako Sharon Barnes
- 1995–1996: Bez przeszłości jako Vickie
- 1989–1990: Alien Nation jako Nina
- 1987–1997: Świat według Bundych jako Courtney